# 11856 Nicolabonev
11856 Nicolabonev este un asteroid din centura principală de asteroizi.

## Descriere
11856 Nicolabonev este un asteroid din centura principală de asteroizi. A fost descoperit pe 11 septembrie 1988 la Smolyan de Violeta G. Ivanova și Vladimir Georgiev Škodrov. Asteroidul prezintă o orbită caracterizată de o semiaxă mare de 2,38 ua, o excentricitate de 0,23 și o înclinație de 5,0° în raport cu ecliptica.